# Fannia burmana
Fannia burmana är en tvåvingeart som beskrevs av Adrian C. Pont 1965. Fannia burmana ingår i släktet Fannia och familjen takdansflugor.
Artens utbredningsområde är Myanmar. Inga underarter finns listade i Catalogue of Life.